# Гитега
Гитега (по-рано Китега) е столицата на Бурунди от 2019 г. Разположена е в централната част на страната, на около 62 km югоизточно от бившата столица и най-голям град Бужумбура. Гитега е столица на Кралство Бурунди до 1966 г. В края на декември 2018 г. президентът на Бурунди, Пиер Нкурунзиза, обявява, че ще спази обещанието си от 2007 г. да върне бившия политически статут на Гитега, като остави Бужумбура икономическа и търговска столица. Гласуване в парламента на Бурунди прави смяната официална на 16 януари 2019 г., като се очаква цялото правителство да се премести до три години.

## История
Германци основават Гитега през 1912 г. През март 2007 г. президентът на Бурунди, Пиер Нкурунзиза, обявява, че ще направи града отново столица, обяснявайки, че местоположението му е по-добро от това на текущата столица, Бужумбура. На 24 декември 2018 г. президентът обявява, че Гитега ще стане столица на Бурунди, изчаквайки единствено одобрението на парламента.
Политехническият университет на Гитега отваря врати през 2014 г. В миналото градът разполага с летище, което в днешно време е затворено.